# SQL Express Edition
Versión "ligera" de Microsoft SQL server. Ésta sirve para uso libre y distribuible a los desarrolladores de software. A diferencia de la versión MSDE 2000 esta versión incluye mayor almacenamiento en las bases de datos (hasta 10 GB - anteriormente 2 GB) adicionalmente elimina el proceso de sobrecarga que generaba la versión anterior al conectarse más de 5 usuarios. La limitación de tamaño que tiene esta versión es sólo de datos y hay que excluir del total de los 4 Gb el archivo de log.ldf. 
También hay que tener en cuenta que a partir de la 9.ª conexión concurrente esta versión se ralentiza y/o se degrada.
- Datos: Q1012765